# Sture Böcke
Sture Böcke (in der Schweiz veröffentlicht unter dem internationalen englischen Titel Rams; Originaltitel: Hrútar) ist ein isländischer Film von Grímur Hákonarson. Der Film hatte seine Premiere bei den Internationalen Filmfestspielen von Cannes 2015 in der Reihe „Un Certain Regard“. Der Kinostart in der Deutschschweiz war am 26. November 2015, in Deutschland am 31. Dezember 2015.

## Handlung
Die Brüder Gummi (gesprochen „Gümmi“) und Kiddi leben als Nachbarn in einem abgeschiedenen Tal in Island von der Schafzucht. Seit 40 Jahren sind sie zerstritten und haben kein Wort miteinander geredet, doch beide führen die traditionsreiche Schafzucht ihres Vaters fort.
Gummi vermutet, dass eines von Kiddis Tieren an Scrapie erkrankt ist. Das Veterinäramt bestätigt das und ordnet an, alle Schafe des Tales zu keulen. Gummi fügt sich wie alle anderen Schäfer, präsentiert dem Veterinäramt die Kadaver seiner Herde und gibt an, dass er sie lieber selbst töten wollte. Kiddi dagegen widersetzt sich stur und wirft Gummi sogar vor, an der Seuche schuld zu sein. Da das von Kiddi genutzte Land rechtlich Gummis Eigentum ist, ist er für seinen Bruder verantwortlich und erzwingt das Einhalten der Maßnahmen.
Gummi hat insgeheim neun seiner besten Tiere, acht Mutterschafe und einen Bock, im Keller des Wohnhauses versteckt, um mit ihnen die Zucht weiterzuführen.
Mitten im Winter bekommt ein Mitarbeiter des Veterinäramts zufällig Wind davon. Da eine Hausdurchsuchung zu erwarten ist, muss Gummi sich nun mit Kiddi zusammentun, um die Schafe zu retten. Der Versuch, die Tiere bei Kiddi zu verstecken, schlägt fehl, und sie treiben die Schafe hoch ins Gebirge, wo sie überwintern können. Dort geraten sie in einen Schneesturm und werden getrennt. Als Kiddi den bewusstlosen Gummi auffindet, gräbt er für sie beide eine Schneehöhle und nimmt seinen Bruder in die Arme, um ihn zu wärmen. Damit endet der Film.

## Kritik
Die Reaktionen zum Film waren äußerst positiv. Bei Rotten Tomatoes sind 97 % der Kritiken positiv bei insgesamt 63 Kritiken. Das Branchenblatt Variety attestierte dem Film „Momente wundervoll schrägen Humors“.
Der Filmdienst bezeichnet den Film als „irrwitzige, von zarter Melancholie grundierte Tragikomödie über die Einsamkeit“. Sie „mischt Poesie und Weltschmerz in die rauen Landschaftsbilder und rückt den sich aus der Ferne belauernden Brüder[n] mit starren Tableaus und frontalen Porträts auf den Leib“.

## Auszeichnungen
Die Internet Movie Database führt für den Film 17 Auszeichnungen und fünf weitere Nominierungen auf. Gewinnen konnte er unter anderem den Wettbewerb beim Camerimage in Polen sowie den Hauptpreis der Sektion „Un Certain Regard“ in Cannes. Des Weiteren gewann er den Publikumspreis des Transilvania International Film Festivals, den Baltischen Filmpreis bei den Nordischen Filmtagen Lübeck sowie den Preis als bester Spielfilm beim Zurich Film Festival. Außerdem erhielt er eine Nominierung für den Europäischen Filmpreis 2015 und wurde als isländischer Beitrag für den Oscar 2016 eingereicht. Beim isländischen Filmpreis Edda wurde der Film elfmal ausgezeichnet, unter anderem in den Kategorien Bester Film, Bester Regisseur und Bester Hauptdarsteller.

## Remake
Ein australisches Remake unter dem Titel Rams kam am 29. Oktober 2020 in die Kinos. Regie führte Jeremy Sims und die Hauptdarsteller sind Sam Neill und Michael Caton.
Die deutsche DVD- & Blu-ray-Veröffentlichung erfolgte am 15. April 2021 unter dem Titel Besser wird's nicht.